# Minna Peschka-Leutner
Minna Peschka-Leutner nascuda Minna von Leutner (Viena, 25 d'octubre de 1839 - Wiesbaden, 12 de gener de 1890) fou una cantant d'òpera (soprano) austríaca.
Filla d'un artista del Hofburgtheater de Viena, fou deixebla de Proch i debutà a Breslau el 1856, però al cap d'un any es retirà del teatre, al que tornà després actuant fins al seu casament el 1861 amb el metge vienès Johann Peschka. després d'un interval de dos anys cantà en el teatre de l'Òpera de Viena, i el 1865 es contractà en la companyia del Teatre Reial de Darmstadt, després cantà en els principals teatres d'Àustria i Alemanya. Destacà el mateix en l'òpera com en el concert.